# Pedro Campos
Pedro J. Campos (Iloilo, 20 april 1891 - ?) was een Filipijns bankdirecteur en topfunctionaris.

## Biografie
Pedro Campos werd geboren op 20 april 1891 in Iloilo City in de provincie Iloilo. Na afronding van de middelbareschoolopleiding aan de Philippine Normal School werkte Campos als boodschappenjongen voor de Hongkong en Shanghai Banking Corporation.
Vanaf 1912 werkte Campos voor de Bank of the Philippine Islands (BPI), waar hij zich gedurende jaren omhoog werkte in de rangen. In 1922 werd hij benoemd tot manager van een lokale kantoor in Iloilo. En in 1931 werd Campos benoemd als een van de vicepresidenten van de BPI. Een jaar later volgde een promotie tot president van de bank, een functie die hij zou blijven vervullen tot zijn pensionering in 1941. Behalve directeur van de BPI was Campos ook directeur van de Philippine Milling Co. en had hij nog diverse andere topfuncties bij allerlei Filipijnse maatschappelijke organisaties, zoals de Filipijnse Kamer van Koophandel, de Filipijns-Amerikaanse handelsorganisatie en de Philippine Realty Corporation.
Campos was getrouwd met Concepcion Poblador. Samen kregen ze twee kinderen.